# Antoni Ważyński
Antoni Skarbek Ważyński herbu Awdaniec (zm. w 1786 roku) – sędzia ziemski oszmiański w 1783 roku, sędzia grodzki oszmiański w 1770 roku, skarbny litewski w latach 1758–1781, chorąży chorągwi petyhorskiej Najjaśniejszego Królewicza Fryderyka w 1760 roku.
W 1764 roku był konsyliarzem województwa trockiego w konfederacji Wielkiego Księstwa Litewskiego.